# San'yō-Onoda
Sanyo-Onoda (山陽小野田市, San'yō-Onoda-shi) és una ciutat de la prefectura de Yamaguchi, al Japó.
El febrer de 2016 tenia una població estimada de 64.300 habitants. Té una àrea total de 132,99 km².

## Geografia
Sanyo-Onoda està situada al sud-oest de la prefectura de Yamaguchi, de cara al mar de Suo-Nada pel sud. Gran part de l'àrea del municipi és forestal, i els nuclis urbans es troben a la costa i al voltant de l'estació d'Asa.

## Història
L'actual ciutat de Sanyo-Onoda fou establerta el 22 de març de 2005 com a resultat de la fusió de la ciutat d'Onoda i la ciutat de Sanyo, ambdues del districte d'Asa).

## Agermanament
- Chichibu, Saitama, Japó, des del 20 de maig de 1996
- Moreton Bay, Austràlia, des del 18 d'agost de 1992